# Hartmann III de Liechtenstein
Hartmann de Liechtenstein (9 de febrero 1613 - 11 de febrero de 1686), príncipe de Liechtenstein, fue el antepasado común de la casa principesca actual de Liechtenstein.

## Biografía
Hartmann de Liechtenstein fue el hijo mayor del príncipe Gundahario, hermano menor de Carlos I de Liechtenstein, y su primera esposa fue Inés, hija del conde Enno III de Frisia Oriental. Nació el 9 de febrero de 1613 en Viena, hoy Austria, que en ese tiempo formaba parte del Sacro Imperio Romano Germánico. 
El 27 de octubre de 1640 se casó con la condesa Sidonia Isabel de Salm-Reifferscheidt (6 de septiembre de 1623 - 23 de septiembre de 1688) y tuvieron 3 hijos:
- Maximiliano II de Liechtenstein (1641-1709), se casó en 1669 con Juana († 1672), hija de Carlos Eusebio de Liechtenstein; en 1674 con Leonor († 1702), hija del duque Felipe Luis de Holstein-Wiesemburg y en 1703 con Isabel († 1744 ) hija de Juan Adán I de Liechtenstein.
- Antonio Florian de Liechtenstein (1656-1721), primer príncipe soberano de Liechtenstein.
- Felipe Erasmo de Liechtenstein (1664-1704), antepasado de la Casa de Liechtenstein.

Estas personas significaron mucho en la vida de Hartmann.
Murió el 11 de diciembre de 1686, en Wilfersdorf, Mistelbach, Baja Austria, a la edad de 73 años.